# خوسيه ماريا غيل روبيز إي كيلديلاغو
خوسيه ماريا غيل روبيز إي كيلديلاغو (بالإسبانية: José María Gil-Robles y Gil-Delgado)‏ (و. 1935  م) هو سياسي، ومحامي إسباني، ولد في مدريد، هو عضوٌ في حزب الشعب.

## مناصب
تولى منصب عضو في البرلمان الأوروبي (20 يوليو 1999–19 يوليو 2004)
- عضو في البرلمان الأوروبي (19 يوليو 1994–19 يوليو 1999)[3]
- عضو في البرلمان الأوروبي (25 يوليو 1989–18 يوليو 1994)[3]
- رئيس البرلمان الأوروبي.

## جوائز
حصل على جوائز منها:
- ميدالية موتا جوزيبي  [لغات أخرى]‏ (2011)
- ميدالية روبير شومان (1995).